# 神戸市王子スタジアム
神戸市立王子スポーツセンター王子陸上競技場（こうべしりつ おうじスポーツセンター おうじりくじょうきょうぎじょう）は、兵庫県神戸市灘区の神戸市立王子スポーツセンターにある陸上競技場であり、球技場としても使用される。 神戸市王子スタジアムや王子スタジアムなどの愛称が用いられている。
神戸市が設置し、指定管理者制度に基づき公益財団法人神戸市スポーツ協会・株式会社加藤商会・アシックスポーツファシリティーズ株式会社の共同企業体が管理・運営を行っている。

## 歴史
1889年（明治22年）、関西学院がこの地で創立した。その後関西学院は1929年（昭和4年）に西宮市上ヶ原へ移転したが、戦後、1950年（昭和25年）3月15日から6月25日まで、この地が日本貿易産業博覧会（神戸博）の会場となり、その跡地が王子公園として整備された。
1949年（昭和24年）以降、この地には地名の由来ともなった王子神社が現在の神戸市立王子動物園のある所から移り鎮座していたが、王子神社が1956年（昭和31年）の兵庫国体の開催に備えて原田通に遷座し、その跡地に8レーンの400mトラックを有する陸上競技場として建設された。日本陸上競技連盟の第1種公認競技場となり、兵庫リレーカーニバル、日本陸上競技選手権大会等の陸上競技会をはじめサッカー、ラグビーなどの各種スポーツに利用された。陸上では学生時代の伊東浩司らが好記録を生み出した。
1985年（昭和60年）にユニバー記念競技場が完成し、主要な大会はユニバー記念競技場で多く開催されることになり、使用機会が減少した。
1994年（平成6年）に改修工事を行う予定で一度閉鎖されたが、翌1995年（平成7年）の阪神・淡路大震災の影響で工事は見送られ、引き続き市民大会規模の競技会に利用された。なお、地震発生直後は自衛隊のヘリコプターの緊急発着場所として、救援物資や被災者の搬送の拠点ともなった。
その後、市は王子スタジアムの位置づけを見直し、2002年（平成14年）5月31日付で更新を迎える陸連公認施設としての更新検定を受けない決定を行い、陸連公認施設からは除外された。
2002年12月、アメリカンフットボールの試合会場だった阪急西宮スタジアムおよび西宮球技場が閉鎖されたのを受け、アメフトの試合を誘致するため、2003年（平成15年）にフィールド部分をそれまでの天然芝からラインの引かれた人工芝に変更した。人工芝には住友ゴムとその子会社・SRIハイブリッドが開発した天然芝に近い感触を保つことが可能な「ハイブリッドターフ」（Hibrid-Turf）が採用された。これと前後して、西宮球技場で使われていたアメフト用のスコアボードを阪急電鉄からの譲渡を受けてスタンド西側に設置した他、スポッター席も設置され、阪急西宮スタジアムにあった関西学生アメリカンフットボール連盟の事務所も移転した。
2005年（平成17年）には照明塔が設置され、同年秋からはナイトゲームの開催が可能となった。アメフトの関西学生リーグの場合、熱中症の予防策の一環として、秋季リーグ戦開幕当初の期間（8月末 - 9月中頃まで）は夕方からのキックオフとなる場合が増えている。
なお、王子スポーツセンター・王子動物園を含めた一連の王子公園のある地域は、1950年の造成から老朽化が進んでおり、施設の再整備が検討されている。現在のスタジアムのある周辺約4haを大学などの公園東部のエリアを文教地区として整備し、その代わりとして、公園北部のところに新しいスタジアムの建設構想が予定されている。ただ、その新スタジアムは球技専用に特化したものが計画されており、現存する陸上競技場のトラックが廃止されることも考えられていたが（地元の運動競技団体からは特に陸上競技の練習の場が失われるとして、嘆願書が出されたほどである）規模を縮小して再整備する方針に転換した。

## 施設概要
- 収容人数 - 3,000人（メインスタンド 2,500人 バックスタンド 500人）および芝生席[5]。
- 照明設備：4基（水銀灯1.5kw・24灯）[5]
- トラック　400m×8コース[5]
- グラウンド - 102m×64m（6,528m2）[5]

## アクセス
- 阪急神戸本線・王子公園駅下車、徒歩すぐ
- JR神戸線（東海道本線）・灘駅下車、北へ徒歩約5分
- 阪神本線・岩屋駅下車、北へ徒歩約8分

## ギャラリー

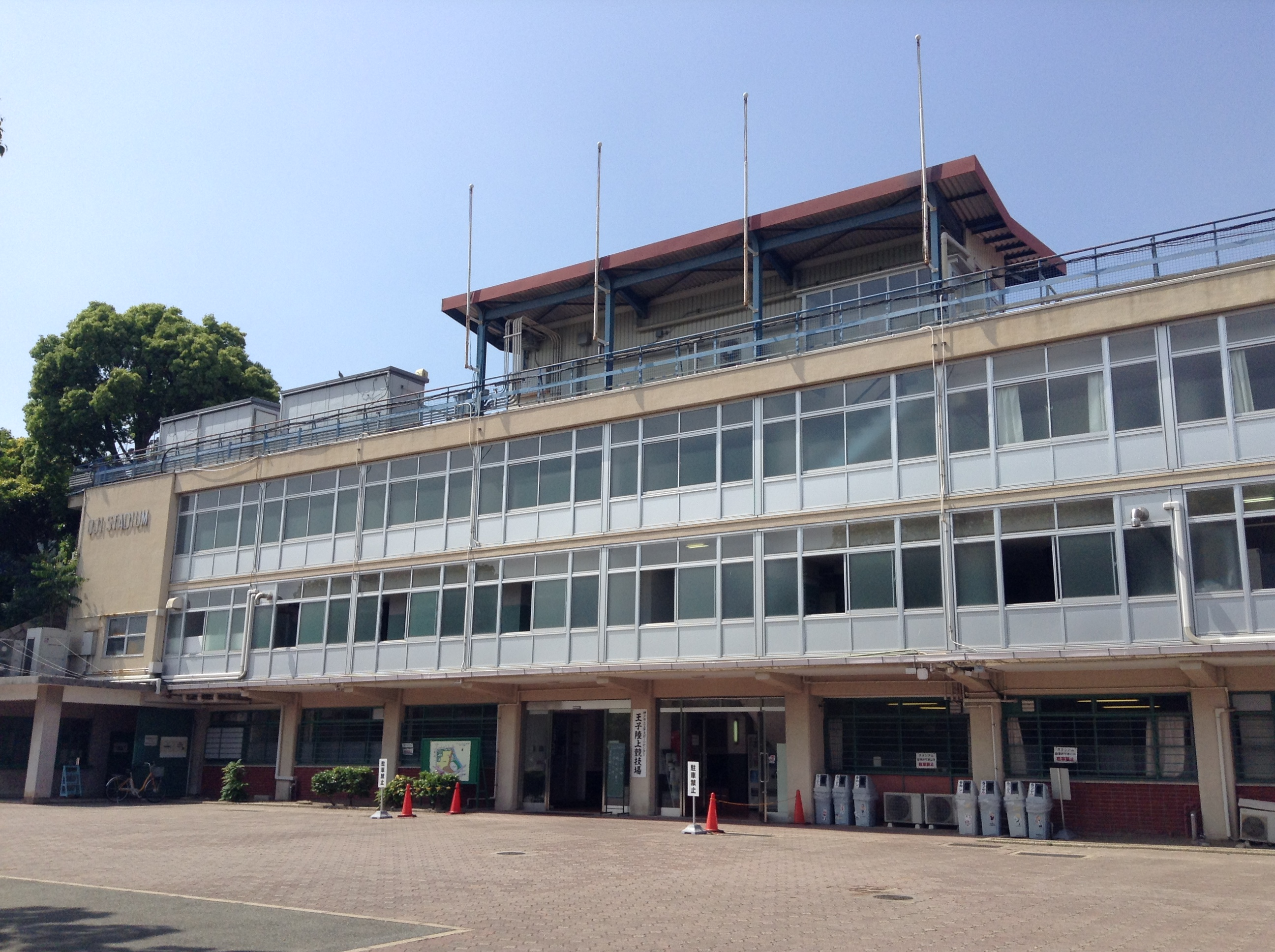
競技場の正面入り口
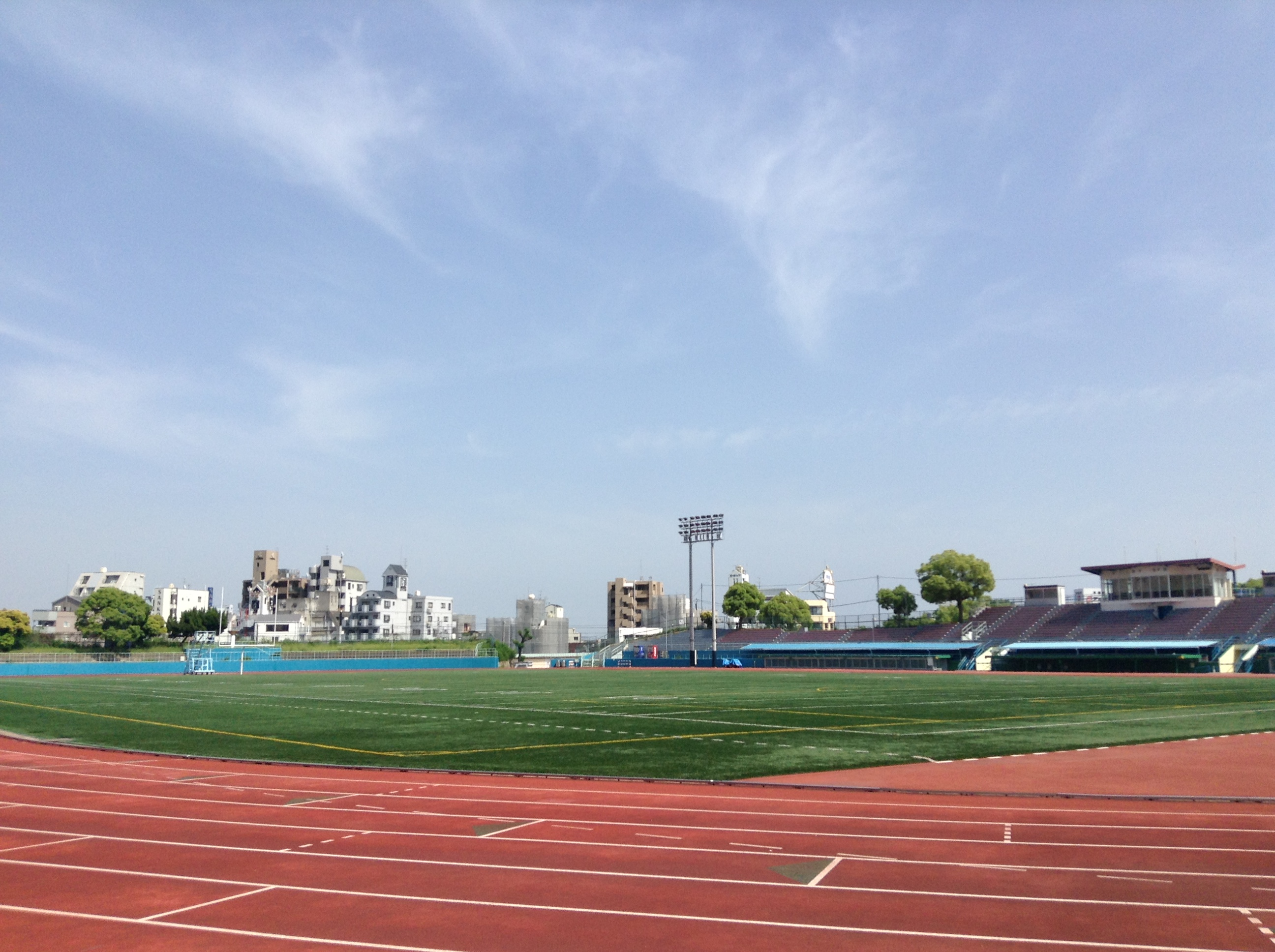
フィールドよりメインスタンドを臨む